# Amylotheca dictyophieba
Amylotheca dictyophieba är en tvåhjärtbladig växtart som först beskrevs av Ferdinand von Mueller, och fick sitt nu gällande namn av Tieghem. Amylotheca dictyophieba ingår i släktet Amylotheca och familjen Loranthaceae. Inga underarter finns listade i Catalogue of Life.